# Den Tyske Ordensstat
Den Tyske Ordensstat (tysk: Staat des Deutschen Ordens eller kort: Deutschordensstaat) var en blandet gejstlig-militær statsdannelse ved Den tyske ridderorden, som opretholdtes mellem 1230 og 1525 i Preussen og Livland.

## Territorium og historie
Ordensstatens grundlægger var Den tyske ridderordenens højmester Hermann von Salza, som i 1225 fulgte hertug Konrad af Masoviens opfordring om hjælp mod de hedenske preussere. Som modydelse skulle ordenen kunne beholde de erobrede/kristnede områder, hvilket blev bekræftet af både den tysk-romerske kejser Frederik 2. og pave Gregor 9.. Mellem 1230 og ca. 1280 blev alle de preussiske stammer besejrede. Deres områder, som modsvarede store dele af det senere Østpreussen og Vestpreussen, udgjorde kerneområdet i ordensstaten.
Fra 1237 udvidedes Den tyske Ordensstat med Kurland og Livland. Disse lande var forud blevet erobret af Sværdbroderordenen, og denne blev i 1237 slået sammen med Den Tyske Orden. Med senere ervervelser, som imidlertid delvis bare forblev kortvarige, nåede ordensstaten i sin storhedstid omkring år 1400 en udstrækning på 180.000 km². En oversigt over ordensstatens områder er som følger:
- Kulmer Land (i dag Ziemia chełmińska; 1230–1466)
- Dobrin (Dobrzyń; 1234–1411)
- Pomesanien (Pomezania; 1234/50–1525)
- Ermland (Warmia; 1237/39–1466)
- Kurland (Kurzeme; 1237–1561)
- Livland (Livonija; 1237–1561)
- Pogesanien (Pogezania; 1241–1466)
- Samland (Sambija; 1255/65–1525)
- Danzig (Gdańsk; 1309–1454)
- Pommerellen (Pomorze Gdańskie; 1309–1466)
- Memelland (Klaipėdos kraštas; 1328–1525)
- Estland (Eesti; 1346–1560)
- Gotland (1398–1408)
- Schemaitien (Žemaitija; 1398–1411)
- Neumark (Nowa Marchia; 1402–1455)

Bortset fra en kort periode, da Den tyske Orden tillige kontrollerede dele af det litauiske landskab Žemaitija, var ordensstaten delt i to adskilte enheder: Ridderordenens områder i Preussen og Sværdridderordenens erhvervelser i Kur-, Liv- og senere Estland. Ordenens talrige, men små besiddelser i resten af Europa kan betragtes som en tredje enhed. Der var tale om usammenhængende enkeltbesiddelser som hospitaler, godser osv., som ofte var blevet givet i gave til ordenen. De fleste befandt sig spredt ud over Det Tysk-romerske Rige og i Middelhavslandene. De tre dele havde hver deres egne såkaldte "landmestre" (tysk: landmeister): Ordenens højmester, dvs. øverste leder, var fra 1324 samtidig "landmester for Preussen". Den nordlige del blev forvaltet af en egen "landmester for Livland", de resterende besiddelser af en "landmester for de tyske og vælske lande", kort betegnet "tyskmester".
Ordensstatens "hovedstad", det vil sige sæde for højmesteren, lå først uden for selve ordensstaten (frem til 1291 i Akko, frem til 1309 i Venezia), men blev så flyttet til ordensborgen i Marienburg. 1457 blev det flyttet til Königsberg. Andre vigtige byer i Ordensstaten, som enten blev grundlagt eller overtaget af Ordenen, var:
- Danzig (900-tallet, i dag Gdańsk),
- Riga (1201, Rīga),
- Dorpat (1224, Tartu),
- Kulm (1231, Chełmno),
- Thorn (1231, Toruń),
- Elbing (1237, Elbląg),
- Pernau (1241, Pärnu),
- Memel (1252, Klaipėda),
- Braunsberg (1254, Braniewo), og
- Dünaburg (1278, Daugavpils).

Flere af disse var hansabyer og vigtige handelsknudepunkter.
Erobringen af Danzig og Pomerellen i 1308 gjorde den tidligere forbundsfælle Polen til en fjende af Den Tyske Orden. Med brylluppet mellem storfyrste Jagello af Litauen og dronning Hedvig af Polen i 1386 og den efterfølgende realunion mellem Polen og Litauen var ordenens to mægtigste fjender blevet forenet. Gennem flere krige og fredsaftaler i Thorn (1411 og 1466) mistede Ordensstaten mange af sine områder.
Afslutningen på Den Tyske Ordensstat kom i 1525, da højmester Albrecht blev protestant, indførte reformationen i ordensstaten og omdannede Preussen til et verdsligt hertugdømme under kongen af Polens overhøjhed. Hverken kejseren eller paven anerkendte sekulariseringen af ordensstaten, men de var magtesløse.
Landmesteren i Livland fortsatte sit virke frem til 1561, da den sidste landmester Gotthard Kettler valgte at underkaste sig den polske konge for at undgå russiske angreb. Han fik lov at beholde Kurland som et formelt hertugdømme. Estland kom under svensk herredømme, bortset fra øen Øsel, som blev dansk.

## Tilhørsforhold
Den Tyske Ordensstat kan bedst beskrives som en autonom kasernestat under Pavestolen. Pave Gregor 9. havde givet særfuldmagter til Den Tyske Orden, og paven betragtede ordensstaten som en del af Kirkestaten. Dertil kom, at Terra Mariae var missionsmark efter pavens tilskyndelse. Som udtryk for sin udøvelse af magt sendte paven sine legater til området for at regulere forholdene der. Et udtryk for pavestolens ønske om at hævde sin absolutte suverænitet over området var det også, at Riga i 1255 blev ophøjet til ærkebispesæde. Den første biskop var udpeget af ærkebispesædet i Bremen og Pavestolens indflydelse begrænset til accept af de udpegede bisper. Ved oprettelsen af et ærkebispesæde opnåede Pavestolen imidlertid selv at blive den direkte overordnede instans.
Klarere var ej heller forholdet til Det Tysk-romerske Rige. Efter som højmesteren og biskopperne var rigsfyrster, kunne dette opfattes således, at ordensstaten var en del af Det Tysk-romerske Rige. Imidlertid gik Det Tysk-romerske Riges østgrænse ved Lauenburg i (Pommern) således, at ordensstaten (fraset besiddelserne i Neumark mellem 1402 og 1455) lå uden for riget. Snarere end en statslig tilknytning var der tale om en ensidig begunstigelse til højmesteren og biskopperne, der for højmesterens vedkommende netop kunne begrundes med Den Tyske Ordens omfattende besiddelser inden for Det Tysk-romerske Rige. Derimod synes ingen tysk-romersk kejser at have gjort krav eller rettigheder gældende i forhold til Den Tyske Ordensstats indre forhold.
I praksis optrådte højmesteren som suveræn statsleder, lige uafhængig af både kejser og pave. Men skønt højmesteren formelt var leder af Den Tyske Orden, havde han ingen absolut magt. Den Liviske Orden var Den Tyske Ordens afdeling i Livland og optrådte forholdsvis selvstændigt, og Den Tyske Ordens faktiske overhøjhed var aldrig større, end de udnævnte ordensmestre (samt ærkebiskoppen i Riga og de øvrige biskopper) tillod.
Endelig må nævnes, at Hansastæderne havde en autonom stilling som fristæder med eget retsvæsen og politisk ledelse. Dette gælder ikke mindst Riga, som i lange tidsrum på det nærmeste var i borgerkrig med Den Tyske Orden. For at bilægge de talrige konflikter afholdtes adskillige gange møder, der imidlertid snarest må opfattes som internationale sammenkomster af indbyrdes suveræne statsenheder.

## Kirkelig organisering
På det kirkelige plan blev hele ordensstaten først i 1255 organiseret i kirkeprovinsen Rīga, som omfattede otte bispedømmer, der alle var blevet grundlagt mellem 1186 og 1243:
- Preussen
  - Pomesanien bispedømme
  - Kulm bispedømme
  - Ermland bispedømme
  - Samland bispedømme
- Livland (med Kur- og Estland)
  - Riga ærkebispedømme
  - Kurland bispedømme
  - Dorpat bispedømme
  - Øsel-Wiek bispedømme

Oprindelig var det meningen, at de preussiske territorier skulle danne et eget bispedømme, men den første og eneste biskop af Preussen, Christian af Oliva, kom på kant med paven og Den Tyske Orden. Resultatet blev den ovennævnte kirkelige firedeling af Preussen i 1243. Områder, som blev lagt til ordensstaten senere, hørte delvis til andre bispedømmer og kirkeprovinser. Således lå det nordlige Estland (Reval bispedømme) og Gotland (Linköping bispedømme) under Lund ærkebispedømme, Pommerellen (Kujawien bispedømme) og Žemaitija (Wilna bispedømme) under ærkebispedømmet Gnesen.
Biskopperne var ikke blot kirkelige herskere i deres bispedømme (hvoraf dele lå i ordensstaten), men også verdslige herskere (fyrstbiskopper) over dele af bispedømmet (højstiftet), som imidlertid ikke var dele af ordensstaten. I denne henseende var de suveræne fyrstbiskopper og kunne føre deres egen politik. For at undgå konflikter forsøgte Den Tyske Orden at få udpeget egne medlemmer til at besættte ledige biskopembeder, men der var ingen sikkerhed for, at bisperne efter udnævnelse rent faktisk støttede ordenens politik.
I Preussen var den andel, der hørte under højstifterne, kontraktfastsat til en tredjedel af bispedømmets areal. I Livland udgjorde højstifterne mere end halvdelen af bispedømmerne. Resten var Den Tyske Orden den verdslige hersker over.

## Befolkning og sprog
Ordensstaten lå hovedsagelig i balternes stammeområder: (oldprøjsere, kurlændinge, litauere og letter). Mod vest boede vestslaviske folk (kasjubere), i nord finno-ugrere (estere og livere). Langs kysten af nutidens Estland og Letland var der enkelte svenske og danske kolonier. Polsk blev talt længst mod syd (Kulmerland og dele af Pommerellen).
Ordensridderne var overvejende tyske, og de fremmede bosætningen af tyske købmænd, gejstlige og embedsmænd. Bybefolkningen i hele ordenstaten var overvejende tysksproget (mellemtysk og nedertysk). Bosætning af tyske bønder skete kun i Preussen, hvor det oldprøjsisk sprog (et vestbaltisk sprog) blev fortrængt af tysk og polsk i løbet af det sene 1600-tal. Ellers beholdt landbefolkningerne deres eget sprog. Selv om overklassen var tysksproget, kan man ikke betegne tysk som ordensstatens forvaltningssprog, eftersom latin blev brugt i alle officielle sammenhænge. Tysk forblev overklassens sprog også længe efter ordensstatens opløsning. Den tysk-baltiske lavadel og borgerskabet beholdt også under svensk, polsk og russisk styre en stor grad af selvstændighed, delvis helt frem til første verdenskrig.

## Bebyggelsesforhold
I bebyggelsesmæssig henseende kan skelnes mellem handelsstæder, klostre, borge, godser og landsbyer.
Vigtigst blandet handelsstæderne var hansastæderne, blandt hvilke Riga, Tallinn, Tartu og Narva indtog en vigtig stilling i den nordlige del af ordensstaten. Handelsstædernes vigtigste formål var at sikre handelen mellem Rusland (Novgorod) og de store handelsstæder syd for Østersøen. Desuden sikrede hansestæderne udviklingen af et vist håndværk, ligesom de var centre for andre dele af samfundslivet (kirkevæsen, skolevæsen, socialvæsen med videre). Handelsstæderne indtog en særstilling i retslig henseende derved, at de havde deres egen stadsret, hvorefter stridigheder skulle afgøres, lige som anker skulle ske til en hansestad med højere rang.
Blandt klostre i Livland kan nævnes Padise, Kolga, Kärkna og Kuimetsa.
Borge havde flere funktioner, fortrinsvis som forsvarsanlæg og forvaltningscentre. Blandt borge kan nævnes Toolse, Järve, Edise, Porkuni, Kiltsi, Vasknarva, Laiuse, Põltsamaa, Kasti, Kiviloo, Kolovere, Velise, Vigala, Virtsu, Tarvastu, Karksi, Tarvastu, Helme, Rannu, Kongota, Otepää, Sõmerpalu, Kirumpää, Vastseliina, Ruhja, Härgmäe.

## Samfærdsel
Samfærdselen havde til formål at sikre forbindelsen mellem ulige økonomiske knudepunkter. Landskabet var imidlertid mange steder uegnet til færdsel, hvorfor færdsel til havs og ad floder var datidens mest foretrukne rejseform. I datidens samfærdselsnet indtog Riga, Tallinn, Narva og Tartu (samt mindre udtalt Pärnu, Viljandi, Rakvere) en rolle som knudepunkter dels indbyrdes forbundne, dels med forbindelsen videre østpå. Hovedindfaldsporten til den nordlige del af Baltikum var Riga. Herfra gik fragtruten videre af Väina-floden til Polotsk, ad floderne Obol og Lovat til Velükije Luki og videre nordpå til Novgorod. En anden rute over land gik fra Riga til Cesis, over Volmari til Tartu; desuden forbindelser over land til Pskov. Fra Pärnu gik sejlruten ad floderne Pärnu og Navesti til Viljandi og herfra til Tartu. Fra Tartu var der sejlvej dels nordover til Narva, dels østpå af floden Emajõgi over Peipsi-søen til Pskov og herfra videre ad floderne Tšerehha og Selon til Novgorod. Fra Narva gik ruten østpå ad floden Luuga til Novgorod.

## Undervisning
En af den katolske kirkes opgaver i middelalderen var at varetage undervisningen. I ældre middelalder fandtes der to slags skoler, henholdsvis knyttet til domkapitler og klostre. Undervisningen, der skulle forberede børnene til konfirmationen, omfattede bærn i 7-12-årsalderen og startede normalt kl. 6 om morgen og varede til kl. 11 og atter igen om eftermiddagen. De, der ønskede og havde anlæg for videre uddannelse til præstegerning, kunne fortsætte til 21-årsalderen, hvor de blev indviet til subdiakoner. Undervisningen omfattede latin, troslære, grammatik, musik, retorik, dialektik, geometri, astronomi og aritmetik. Klosterskoler var fortrinsvis for munke. Mange børn blev sat i kloster for at blive uddannede til munke. Klostre fik med tiden store bogsamlinger.

## Sundhedsvæsen og socialvæsen
Noget egentligt offentligt sundhedsvæsen og socialvæsen fandtes ikke i Ordensstaten. Disse opgaver blev helt og fuldt udført af kirker og klostre som en del af deres selvpåtagne virksomhed.

## Kunst
Bygningskunstens forholdsvis høje stade afspejledes ikke mindst i borge, kirker og klostre. Mange kirker havde hvælvede lofter og viser, at man beherskede denne bygningsteknik, og kirkerne kunne være flerskibede. Desuden forekom en vis dekoration af bygningsfacader.
Malerkunstens forholdsvis høje stade afspejledes i altertavler og på anden vis.
Træskærerkunstens forholdsvis høje stade afspejledes ligeledes i fine udskæringsarbejder, ikke mindst af altertavler.
Musikkunstens udøvedes ikke mindst i tilknytning til gejstlige institutioner, hvor blandt andet skoleelever optrådte som kor ved gudstjenester og messer.